# يوليا بروكوبشوك
يوليا أناتوليفنا بروكوبتشوك (الأوكرانية: Юлія Анатоліївна Прокопчук، من مواليد 23 أكتوبر 1986) غطاسة أوكرانية متقاعدة. فازت بسبع ميداليات ذهبية في بطولة أوروبا وميداليتين (فضية وبرونزية) في بطولة العالم ، شاركت بروكوبشك في حدث منصة 10 م في دورة الألعاب الأولمبية الصيفية 2008.

## مسيرتها المهنية
مع شريكها ، فيكتوريا بوتيكينا، فازت بالميدالية الفضية في بطولة التزامن 10 أمتار في بطولة الألعاب المائية الأوروبية 2012. بعد بضعة أشهر ، ظهرت في دورة الألعاب الأولمبية الصيفية 2012 ، متنافسة في حدث منصة 10 أمتار وفي الحدث 10 أمتار منصة متزامنة مع بوتيكينا . فازت أيضا بالبرونزية في حدث منصة 10 أمتار في بطولة العالم 2013 والفضية في حدث الفريق في بطولة العالم 2015 ، حصلت على المركز الرابع عشر في حدث منصة 10 أمتار في أولمبياد صيف 2016 في ريو دي جانيرو.

## روابط خارجية
- يوليا بروكوبشوك على موقع الاتحاد الدولي للسباحة (الإنجليزية)
- يوليا بروكوبشوك على موقع قاعدة بيانات الغوص IAT (الألمانية)
- يوليا بروكوبشوك على موقع اللجنة الأولمبية الدولية (الإنجليزية)
- يوليا بروكوبشوك على موقع أوليمبيديا (الإنجليزية)